# Adamów (gmina w powiecie łukowskim)
Adamów (daw. gmina Gułów) – gmina wiejska w województwie lubelskim, w powiecie łukowskim. W latach 1975–1998 gmina położona była w województwie siedleckim.
Siedziba gminy to Adamów.
Według danych z 30 czerwca 2004 gminę zamieszkiwało 5815 osób.

## Struktura powierzchni
Według danych z roku 2002 gmina Adamów ma obszar 98,89 km², w tym:
- użytki rolne: 63%
- użytki leśne: 31%

Gmina stanowi 7,09% powierzchni powiatu.

## Demografia

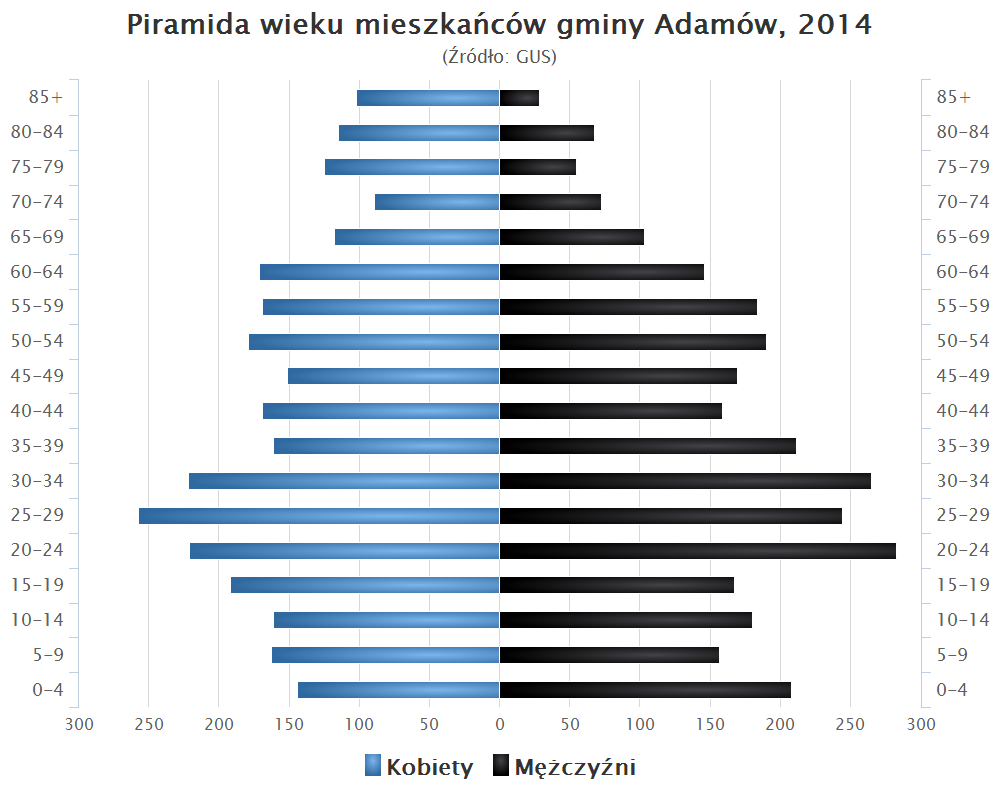
Piramida wieku mieszkańców gminy Adamów w 2014 roku

Dane z 30 czerwca 2004:
| Opis                              | Ogółem | Ogółem | Kobiety | Kobiety | Mężczyźni | Mężczyźni |
| --------------------------------- | ------ | ------ | ------- | ------- | --------- | --------- |
| Jednostka                         | osób   | %      | osób    | %       | osób      | %         |
| Populacja                         | 5815   | 100    | 2938    | 50,5    | 2877      | 49,5      |
| Gęstość zaludnienia [mieszk./km²] | 58,8   | 58,8   | 29,7    | 29,7    | 29,1      | 29,1      |

## Sołectwa
Adamów I, Adamów II, Budziska, Dąbrówka, Ferdynandów, Gułów, Helenów, Hordzieżka, Kalinowy Dół, Konorzatka, Lipiny, Sobiska, Turzystwo, Władysławów, Wola Gułowska, Zakępie, Żurawiec.
Miejscowości bez statusu sołectwa: Grabina, Natalin, Ruszcza.

## Sąsiednie gminy
Jeziorzany, Krzywda, Nowodwór, Serokomla, Ułęż, Wojcieszków

## Lądowisko gminne
| Miejscowość | Kod    | Typ lądowiska | Współrzędne lokalizacji                   | Wys. ft n.p.m. |
| ----------- | ------ | ------------- | ----------------------------------------- | -------------- |
| Adamów      | LLU 03 | stadion       | 51°44′45″N 22°14′50″E/51,745833 22,247222 | 525            |

Źródło: Lotnicze Pogotowie Ratunkowe